# Johannes Frey (Judoka)
Johannes Frey (* 12. November 1996 in Troisdorf) ist ein deutscher Judoka, er gewann im Team-Wettbewerb die Bronzemedaille bei den Olympischen Spielen 2020.

## Sportliche Karriere
Johannes Frey ist in Sankt Augustin aufgewachsen und kämpft heute für den Judo-Club 71 Düsseldorf. Sein ältere Bruder Karl-Richard Frey ist ebenfalls Judoka, beide gewannen in Tokio 2020 gemeinsam die Bronzemedaille im Team-Wettbewerb.
Johannes Frey war 2016 Zweiter der Junioreneuropameisterschaften in der Gewichtsklasse bis 100 Kilogramm. 2018 wechselte er ins Schwergewicht, die Gewichtsklasse über 100 Kilogramm. Er gewann auf Anhieb den deutschen Meistertitel 2018 gegen Sven Heinle, während in der Gewichtsklasse bis 100 Kilogramm sein ältere Bruder Karl-Richard Frey den Titel gewann. Im März 2018 gewann Johannes Frey in Agadir sein erstes Grand-Prix-Turnier. Ein Jahr später gewann er seinen zweiten deutschen Meistertitel. 2019 fanden die Europameisterschaften im Rahmen der Europaspiele 2019 in Minsk statt. Frey verlor seinen Auftaktkampf gegen den Österreicher Daniel Allerstorfer.
Anfang 2020 erreichte Frey das Finale beim Grand Slam in Düsseldorf und unterlag dort dem Georgier Guram Tuschischwili. Ein Jahr später belegte Frey den dritten Platz beim Grand Slam in Kasan.
Frey wurde für die Olympischen Spiele 2020 in Tokio nominiert. Dort unterlag er im Einzelwettbewerb in seinem Auftaktkampf Javad Mahjoub aus dem Flüchtlingsteam. Im Mixed-Mannschaftswettbewerb gewann die deutsche Mannschaft die Bronzemedaille. Johannes Frey wurde im Kampf um Bronze nicht eingesetzt, aber in einem vorherigen Kampf. Er wurde am 8. November 2021 mit der ganzen Mannschaft mit dem Silbernen Lorbeerblatt ausgezeichnet.
2022 erreichte Johannes Frey bei den Europameisterschaften in Sofia das Finale und erhielt die Silbermedaille hinter dem Niederländer Jur Spijkers.

## Berufsweg
Seit September 2017 befindet sich Johannes Frey in der Ausbildung zum Polizeivollzugsbeamten bei der Bundespolizei. Der Polizeimeisteranwärter ist Angehöriger der Bundespolizeisportschule Kienbaum.